# 토드 베리

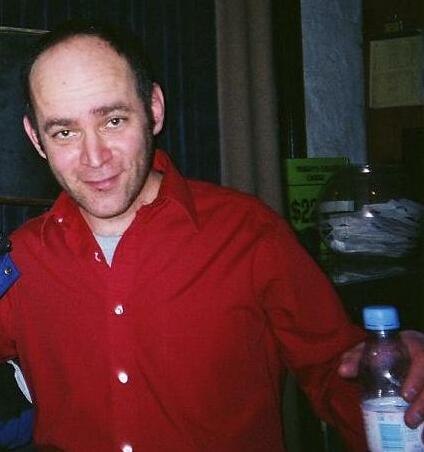
Barry (2006)

토드 배리(Todd Barry, 1964년 3월 26일 ~ )는 미국의 배우, 스탠드업 코미디언이다.
브롱크스에서 태어났다.

## 출연 작품

### 영화
- 로드 트립 (2000)
- 푸티 탕 (2001, Pootie Tang)
- Artie Lange's Beer League (2006)
- New York City Serenade (2007)
- 더 레슬러 (2008) - 웨인 역
- 피트 스몰스 이즈 데드 (2010)
- 뱀프스 (2012) - 아이번 역
- 원더러스트 (2012)

### 텔레비전
- Comedy Central Presents (1999-2006) - 본인
- 아쿠아 틴 헝거 포스 (2002-10, Aqua Teen Hunger Force) - 애니메이션
- Squidbillies (2005-14) - 애니메이션
- The Sarah Silverman Program. (2008)
- 루이 (2010-15)